# Squatina mexicana
Squatina mexicana es una especie de elasmobranquio escuatiniforme de la familia Squatinidae.